# Schleife (Ort)
Schleife (szorb nyelven Slepo) település Németországban, azon belül Szászország tartományban. Lakosainak száma 2478 fő (2023. december 31.).

## Népesség
A település népességének változása:
| Lakosok száma | 2466 | 2436 | 2410 | 2443 | 2478 |
|               | 2017 | 2019 | 2021 | 2022 | 2023 |